# Jawty Wielkie (gromada)
Jawty Wielkie – dawna gromada, czyli najmniejsza jednostka podziału terytorialnego Polskiej Rzeczypospolitej Ludowej w latach 1954–1972.
Gromady, z gromadzkimi radami narodowymi (GRN) jako organami władzy najniższego stopnia na wsi, funkcjonowały od reformy reorganizującej administrację wiejską przeprowadzonej jesienią 1954 do momentu ich zniesienia z dniem 1 stycznia 1973, tym samym wypierając organizację gminną w latach 1954–1972.
Gromadę Jawty Wielkie z siedzibą GRN w Jawtach Wielkich utworzono – jako jedną z 8759 gromad na obszarze Polski – w powiecie suskim w woj. olsztyńskim na mocy uchwały nr 26 WRN w Olsztynie z dnia 4 października 1954. W skład jednostki weszły obszary dotychczasowych gromad Jawty Wielkie i Jawty Małe, ponadto miejscowość Wydzierki z dotychczasowej gromady Kołodzieje oraz miejscowość Pólko z dotychczasowej gromady Kowale ze zniesionej gminy Klimy w tymże powiecie. Dla gromady ustalono 11 członków gromadzkiej rady narodowej.
1 stycznia 1959 powiat suski przemianowano na powiat iławski.
Gromadę zniesiono 1 stycznia 1960, a jej obszar włączono do gromad Klimy (wsie Jawty Małe i Jawty Wielkie oraz PGR-y Nipkowo, Nipkówko i Wiśniówek) i Trumiejki (wieś Pólko, osady Stadnina i Wydzierki oraz PGR Grazymowo) w tymże powiecie.